# Pasiones griegas
Pasiones griegas es una novela del escritor chileno Roberto Ampuero publicada en 2006 por la editorial Planeta. Es la segunda novela de Ampuero sobre romance y suspenso después de  Los amantes de Estocolmo. Con ella logró el premio a la mejor novela publicada en español durante el año 2006, reconocimiento otorgado a "Pasiones griegas" (2006) por la Editorial Popular de China y la Asociación de Hispanistas de China.
El profesor Bruno Garza vive con su mujer en una pequeña ciudad universitaria de Estados Unidos, hasta que ella un día le escribe un enigmático mensaje desde su ciudad natal, Antigua Guatemala: 《No volveré. No me llames ni me busques》.
¿Por qué huyó Fabiana? ¿Estará con otro hombre o hay algo que se le escapa a Bruno? Entonces él decide ir en su búsqueda, en un viaje que lo llevará por un sinfín de lugares: Estados Unidos, Guatemala y Grecia.
En "Pasiones griegas" Roberto Ampuero nos entrega una emocionante novela dd infidelidad, amor y misterio.